# دوبره پوله
دوبره پوله (به چکی: Dobré Pole) یک منطقهٔ مسکونی در جمهوری چک است که در ناحیه برتسلاو واقع شده‌است. دوبره پوله ۳۹۷ نفر جمعیت دارد.